# ヴィラ＝レアル
ヴィラ＝レアル（バレンシア語: Vila-real）またはビジャレアル（スペイン語: Villarreal）は、スペイン・バレンシア州カステリョン県のムニシピ（基礎自治体）。公式名はバレンシア語表記のVila-real。

## 名称

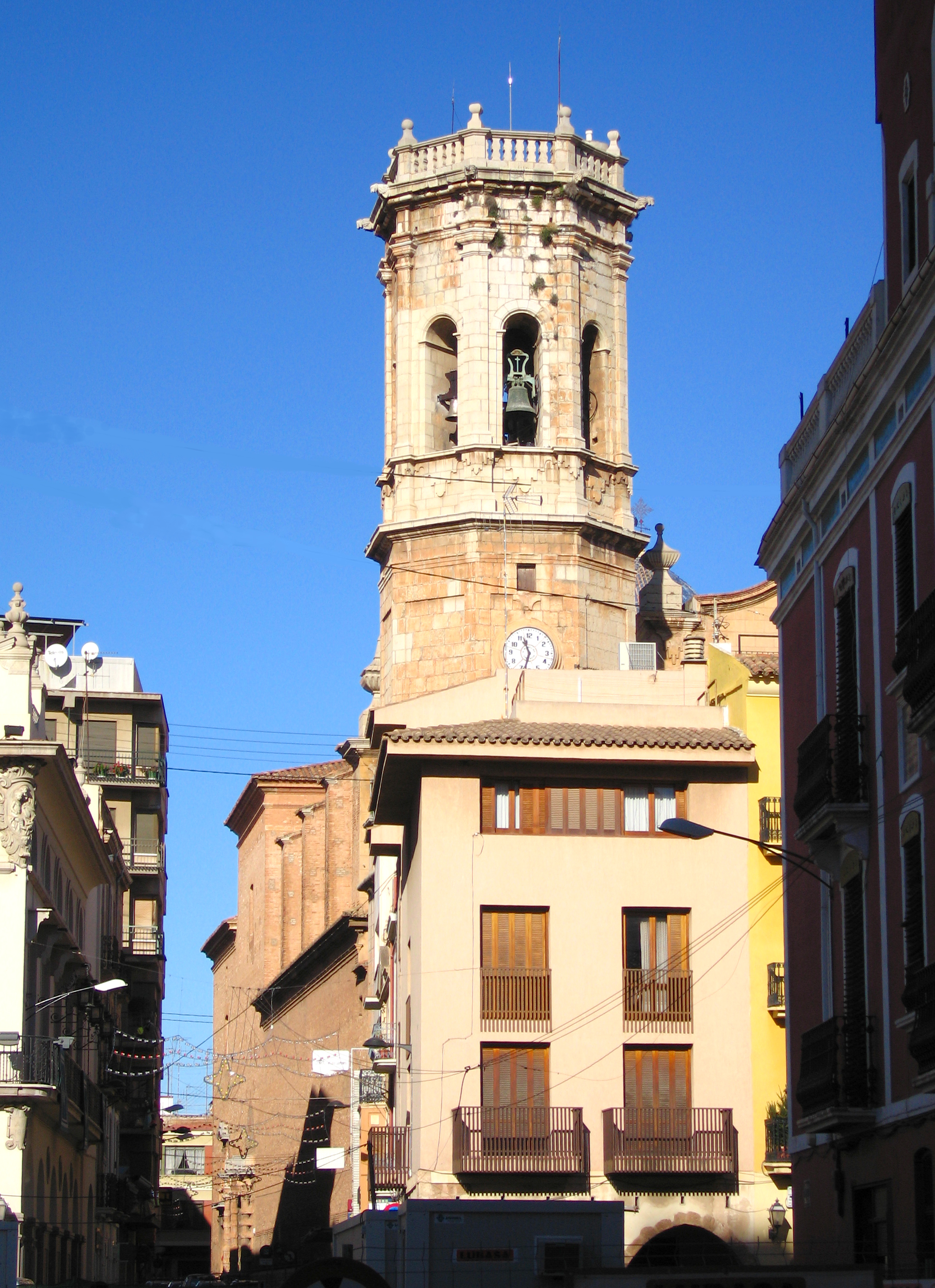
サン・ジャウメ教会

Villa/Vilaは「町」、Realは「王の」という意味であり、スペイン語のVillarreal（ビジャレアル）、バレンシア語のVila-real（ヴィラ＝レアル）とはいずれも「王の町」という意味である。アラゴン王のジャウマ1世によって公式に町が建設されたことが名称の由来である。スペインにはいくつか、この町と同様に「王の町」と称される町が存在する。フランコ独裁時代にはスペイン全土でスペイン語が唯一の公用語だったが、民主化後のスペイン1978年憲法で地域言語の地位が認められると、1980年代にはバレンシア語の名称を復興させる運動が始まり、2006年2月27日には市議会での満場一致の採決によってバレンシア語のVila-realが単独かつ唯一の公式名となった。

## 地理
面積は55.1平方キロメートル。2014年の人口は50,755人であり、その大部分は自治体域の10.72%を占める都市的地域に居住している。人口の点ではカステリョン県で2番目に大きな町であり、バレンシア州で15番目に大きな町である。約7キロ北東にカステリョン県都カステリョン・デ・ラ・プラナがあり、ヴィラ＝レアルとカステリョンはミリャルス川で隔てられている。

## 歴史
レコンキスタ（再征服運動）の際には運動拠点のひとつとなった。アラゴン王国の王であるジャウマ1世がバレンシア地方をアラブ人から奪還し、1274年2月20日、ジャウマ1世によって公式に町が築かれた。後にこの地域のオレンジ生産の中心地となり、現代ではセラミック産業の中心地でもある。このセラミック産業のおかげで、スペインの企業上位500社のうち4社がヴィラ＝レアルに所在する。

## スポーツ

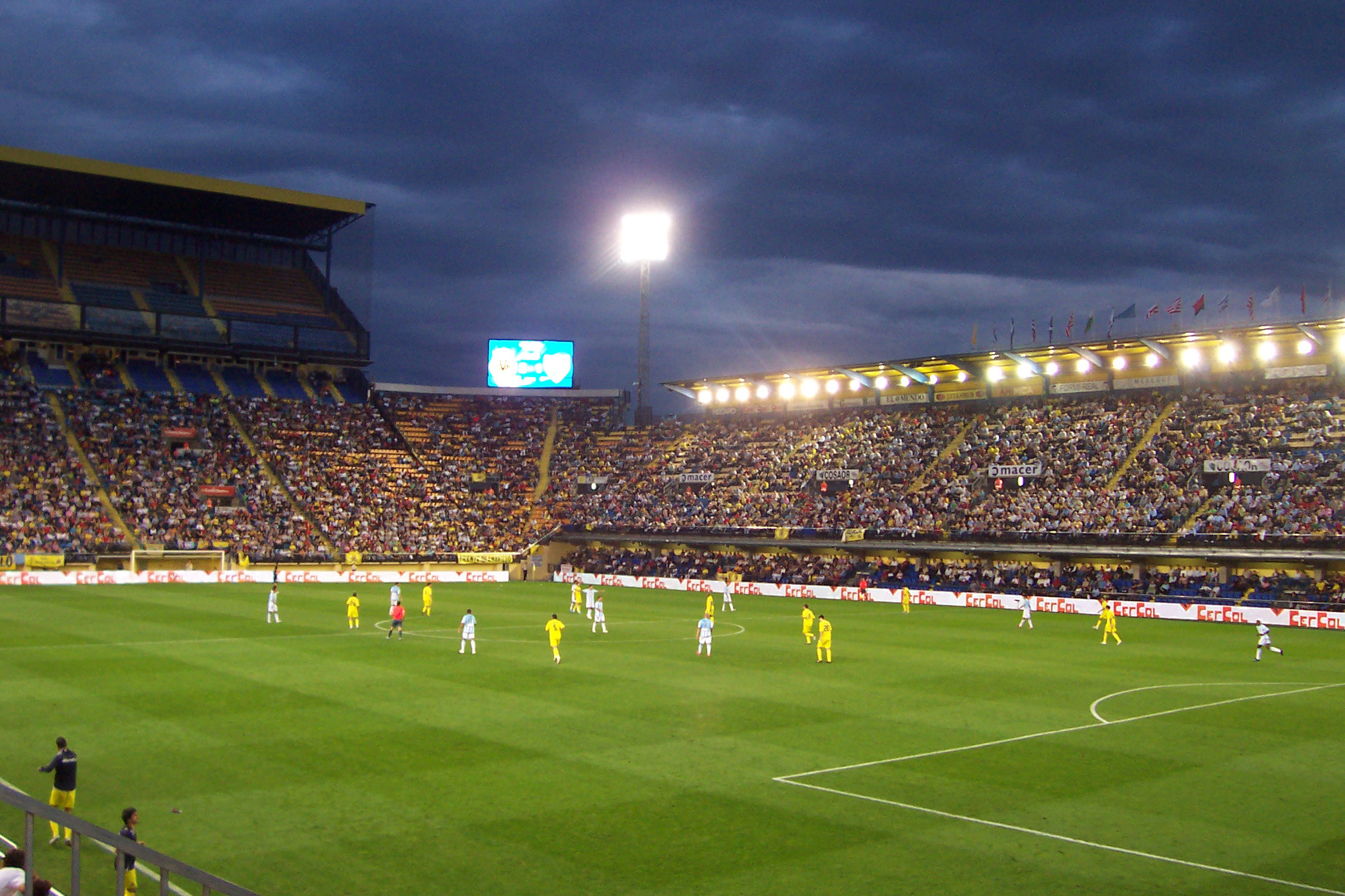
エスタディオ・デ・ラ・セラミカ

ヴィラ＝レアルを本拠地とするサッカークラブにビジャレアルCFがある。ビジャレアルCFは1923年に設立され、1956年にバレンシア州リーグからリーガ・エスパニョーラに初参加し、1998年に全国1部のプリメーラ・ディビシオンに初昇格した。なお、2006年に自治体の公式名がバレンシア語のVila-realに改称されてからも、ビジャレアルCFはスペイン語名のVillarrealをクラブ名として使用し続けている。
2006年にはUEFAチャンピオンズリーグでベスト4となり、2007-08シーズンにはプリメーラ・ディビシオンで2位となった。更に、2021年にはUEFAヨーロッパリーグ2020-21シーズンで優勝した。ビジャレアルCFはエスタディオ・デ・ラ・セラミカをホームスタジアムとしており、自治体人口の約50%にあたる25,000人を収容できる。2010 FIFAワールドカップにはビジャレアルCF所属のジョアン・カプデビラがスペイン代表として出場して優勝した。

## 人口
| ヴィラ＝レアルの人口推移 1857－2013                     |
|                                                         |
| 出典:INE（スペイン国立統計局）1900年 - 1991年、1996年 - |

## 政治
| 任期      | 首長名                                 | 政党      |
| --------- | -------------------------------------- | --------- |
| 1979–1983 | バウティスタ・カルセリェル・フェレール | UCD       |
| 1983–1987 | エンリケ・アジェト・フォルトゥニョ     | PSPV-PSOE |
| 1987–1991 | エンリケ・アジェト・フォルトゥニョ     | PSPV-PSOE |
| 1991–1995 | エンリケ・アジェト・フォルトゥニョ     | PSPV-PSOE |
| 1995–1999 | マヌエル・ビラノバ・ゴテリス           | PPCV      |
| 1999–2003 | マヌエル・ビラノバ・ゴテリス           | PPCV      |
| 2003–2007 | マヌエル・ビラノバ・ゴテリス           | PPCV      |
| 2007–2011 | フアン・ホセ・ルベルト・ネボト         | PPCV      |
| 2011–2015 | ホセ・ベンリョシュ・フェルナンデス     | PSPV-PSOE |
| 2015–2019 | ホセ・ベンリョシュ・フェルナンデス     | PSPV-PSOE |
| 2019–2023 | n/d                                    | n/d       |
| 2023–     | n/d                                    | n/d       |

## 出身者

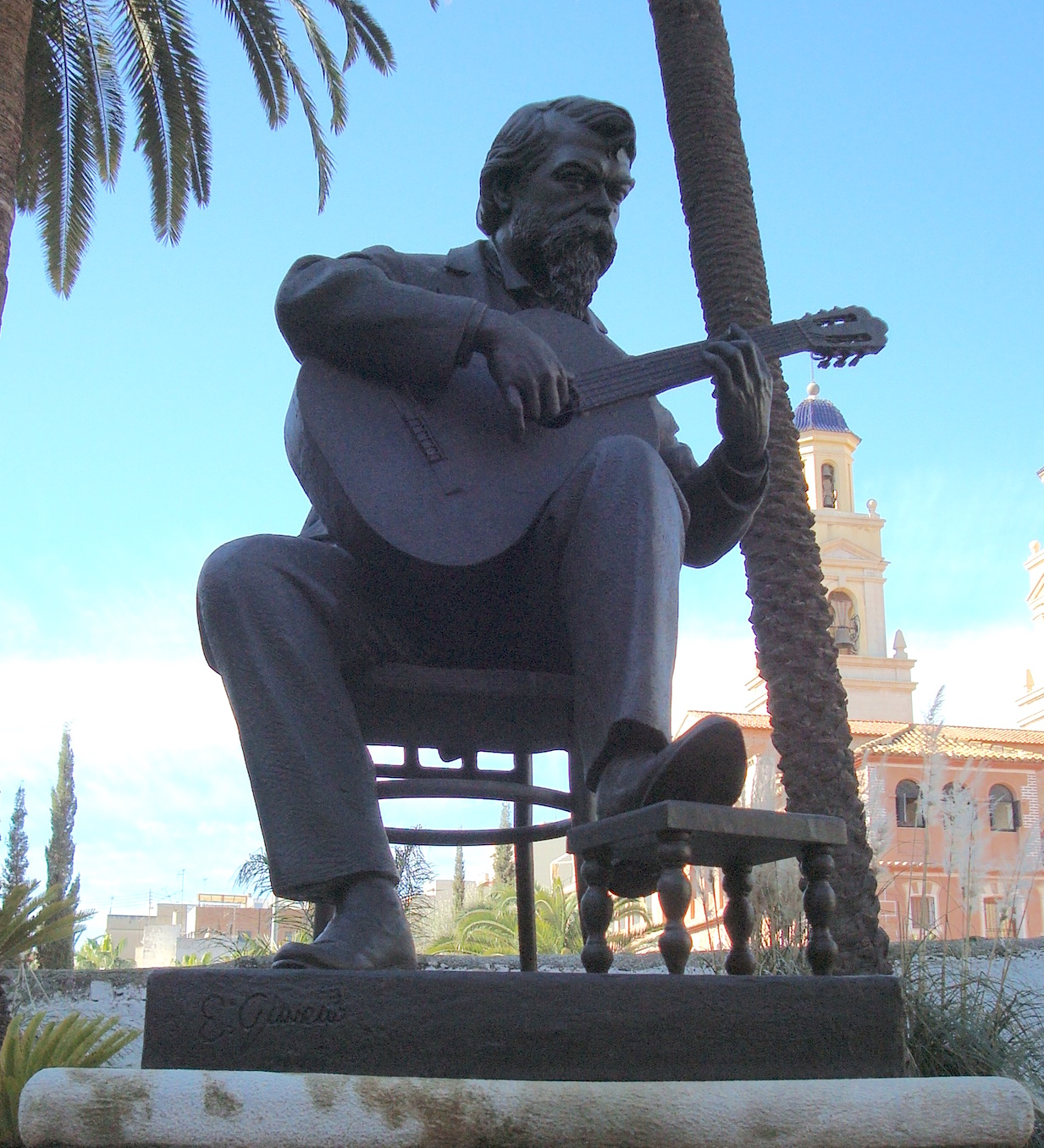
フランシスコ・タレガ

- フアン・バウティスタ・リョレンス（スペイン語版） : 自転車競技選手。
- フランシスコ・タレガ : 作曲家・ギタリスト。
- フランシスコ・ブロシュ・リョップ（スペイン語版） : 彫刻家・言語学者。
- マヌエル・カルドゥシュ・アルメラ（スペイン語版） : 植物学者・薬学者。
- ビセンテ・リョレンス・ポイ（スペイン語版） : 画家・彫刻家。
- ビセンテ・ムンディーナ・バラゲール（スペイン語版） : 聖職者・植物学者。「ムンディーナの父」。
- ホセ・ソリアーノ・ラモス（スペイン語版） : 実業家。
- ジョルディ・ガルシーア・カンドウ（スペイン語版） : ジャーナリスト・実業家。テレビシオン・エスパニョーラ(RTVE)局長。
- カルロス・サルソウ・カレレス（スペイン語版） : 写真家。
- ジュレマ・レケーナ・フアレス（スペイン語版） : 水泳選手（オープンウォータースイミング）。2008年北京オリンピック出場。
- エクトル・フォント : サッカー選手。
- セサル・アルソ : サッカー選手。
- パウ・トーレス : サッカー選手。
- カルロ・アドリアーノ : サッカー選手
- ハビエル・イバニェス（スペイン語版） : バスケットボール選手。
- アレハンドロ・フォント・デ・モラ・トゥロン（スペイン語版） : 政治家。

## 姉妹都市
- ブリアナ、スペイン
- ビラノバ・イ・ラ・ジャルトル、スペイン
- ミハロヴツェ、スロバキア